# Chevrolet Impala

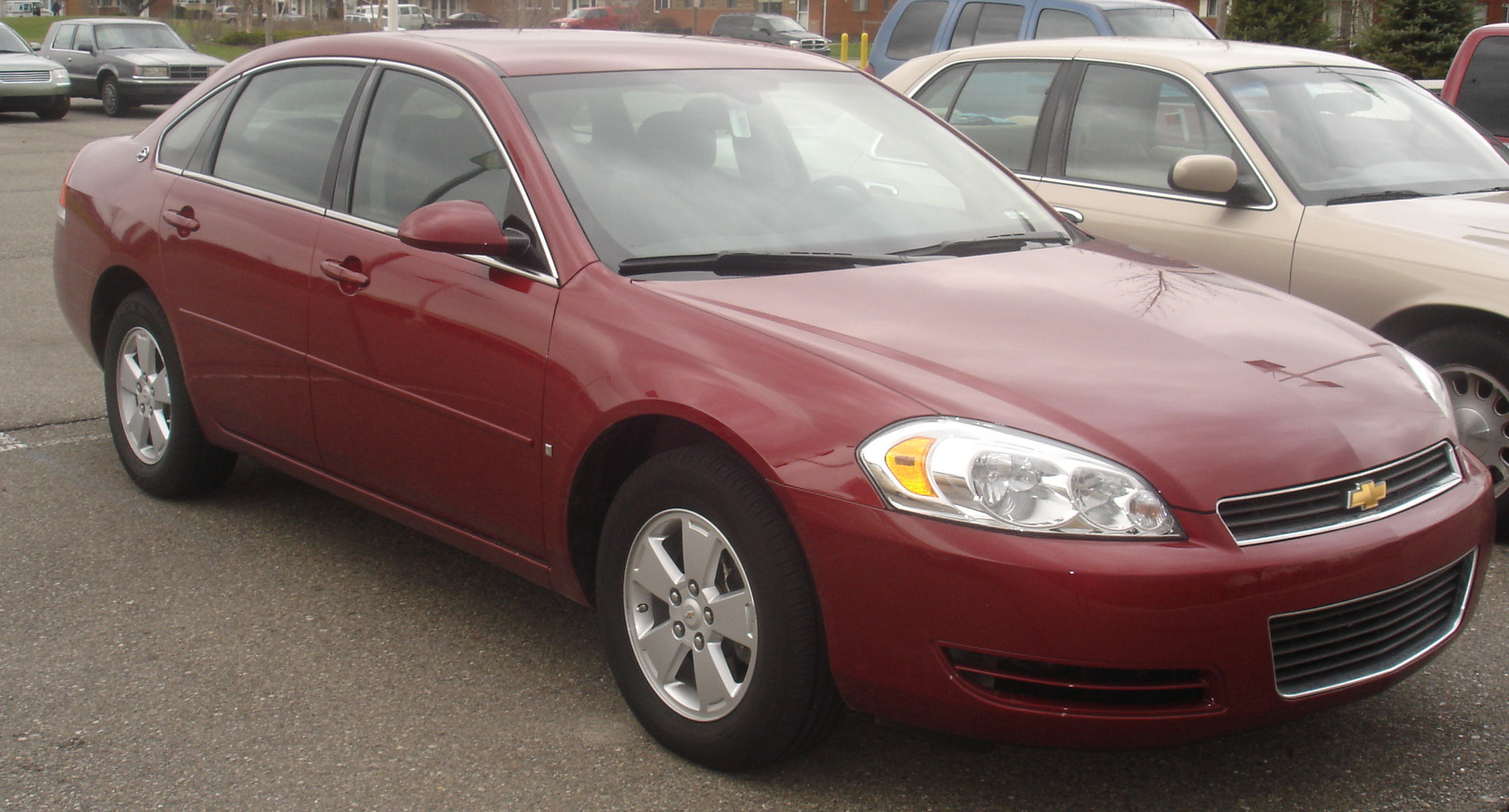
Chevrolet Impala del 2007

El Chevrolet Impala és un cotxe fabricat per Chevrolet, una divisió de General Motors durant els anys 1958-1985, els anys 1994-1996 a la planta de Arlington, Texas i des del 2000 a Oshawa, Ontario, Canadà. Durant molts anys l'Impala va ser el cotxe més venut als Estats Units, i les vendes de quasi 1.000.000 d'unitats en un any, el 1965, segueix sent avui dia un rècord de vendes.
Fins al 2000, els Impales han estat classificats com a full size. En l'actualitat està classificat com a mid size.

## Primera generació (1958-1970)

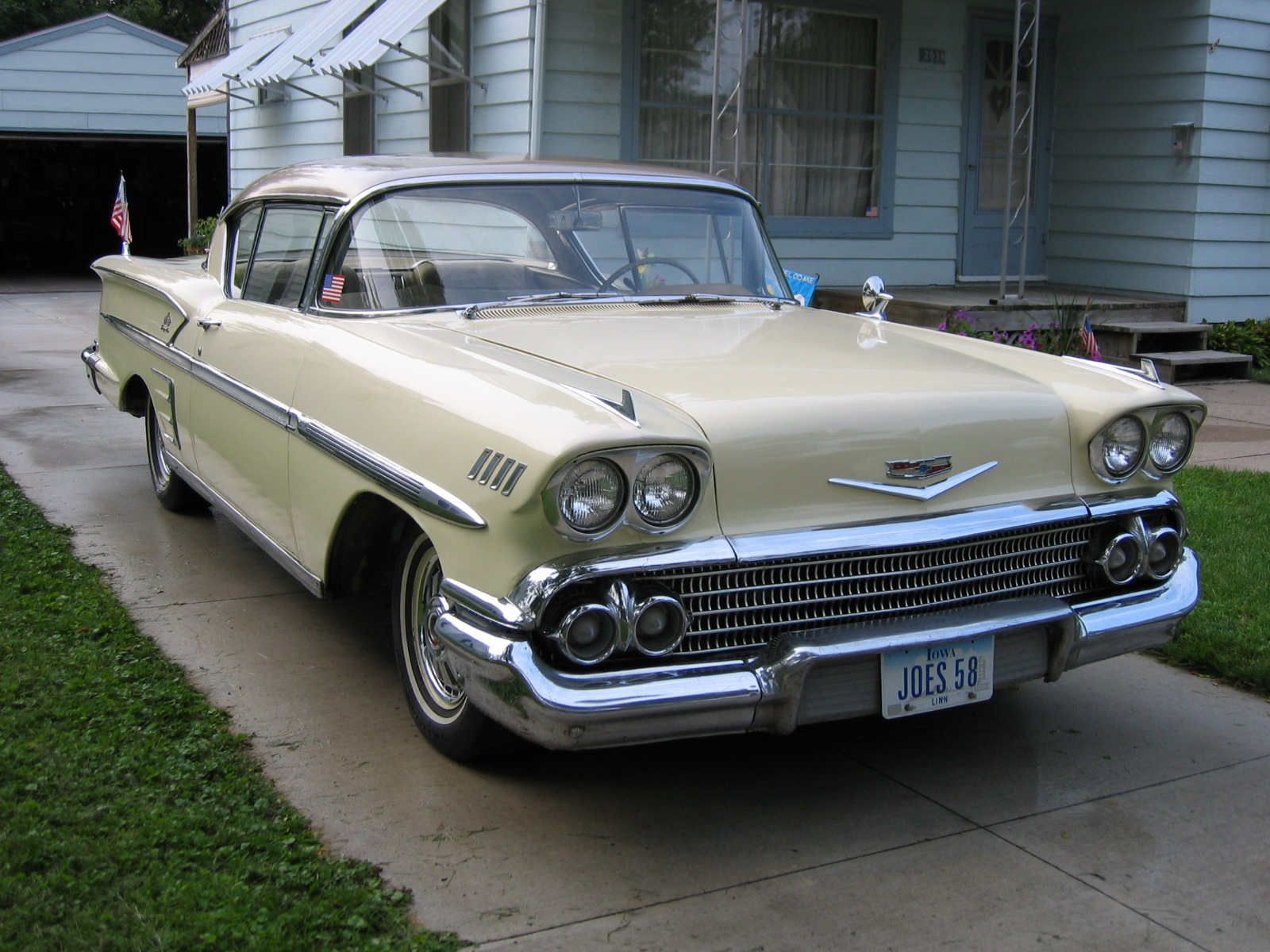
Chevrolet Impala del 1958

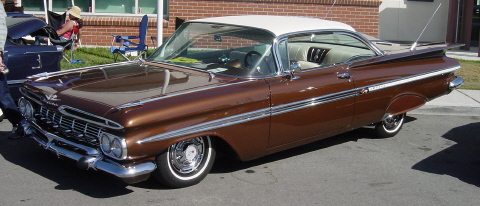
Chevrolet Impala del 1959

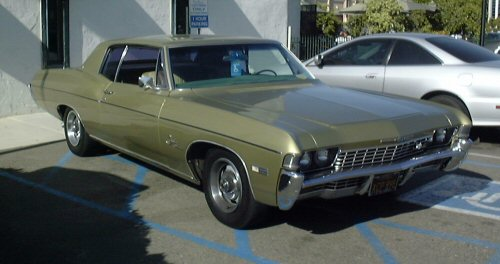
Chevrolet Impala del 1967

El nom d'Impala va aparèixer a l'exposició del General Motors Motorama del 1956. El 1958 es presenta el Chevrolet Impala, dissenyat per Ed Cole, cap de disseny de finals dels 1950, el qual va definir l'Impala com a "un cotxe de prestigi però a l'abast del ciutadà americà mitjà" (prestige car within the reach of the average American citizen). El nom d'Impala prové de l'antílop que viu al sud d'Àfrica.
Disponible en un ampli ventall de carrosseries, cupè, sostre dur (hardtop) i descapotable (convertible) per al dues portes i sostre dur (hardtop), sedan i familiar (station wagon) per al quatre portes. Un paquet esportiu, anomenat Bel Air, estava disponible per als paquets descapotable i coupe. El 1959 l'Impala esdevé un model separat, en ambdues versions de dues portes i de quatre portes, convertint-lo en el cotxe més venut de la gamma Chevrolet.
El 1960 esdevé el cotxe més venut dels Estats Units: del 1958 al 1966 més de 13.000.000 d'Impales es van vendre (cap full size ha venut tantes unitats en la història) i el 1965, l'Impala estableix el record de vendes anuals: més d'1.000.000 d'Impales venuts; cap altre vehicle ha pogut superar aquest record.
El 1965 es presenta l'Impala Caprice, disponible amb carrosseria de 4 portes de sostre dur, amb un paquet específic d'equipaments. El 1966 el Caprice esdevé un producte independent i supera en dimensions a l'Impala. Tot i així, aquest últim segueix sent el cotxe més venut fins a finals dels anys 1970. El 1967 el model rep un restyling inspirat amb les línies del Buick Riviera del 1967. El 1969, la producció de l'Impala superava a la del Caprice per 611.000 unitats.
Mecànicament l'Impala ha ofert un ampli assortiment mecànic:
Sis cilindres:
- 3.9L (235cid) 6 en línia (1961-1962)
- 3.8L (230cid) 6 en línia (1963-1965) de 140cv
- 4.1L (250cid) 6 en línia (1966-1969) de 155cv

Motor Small block de Chevrolet de 8 cilindres en V:
- 4.6 L (283cid) smallblock de 195cv-220cv (1957-1967).
- 5.0L (307cid) smallblock de 115cv-200cv (1968-1973).
- 5.4L (327cid) smallblock de 250-300cv (1961-1967, 1968-1970).
- 5.7L (350cid) smallblock de 250-350cv (1968-1990).
- 6.6L (400cid) smallblock (1970-1976).

Motor Big block de Chevrolet de 8 cilindres en V:
- 5.7L (348cid) W-series big block de 250cv-350cv (1958-1961 tots els vehicles, 1958-1964 cars).
- 6.7L (409cid) W-series big block de 340cv-425cv (1961-1965).

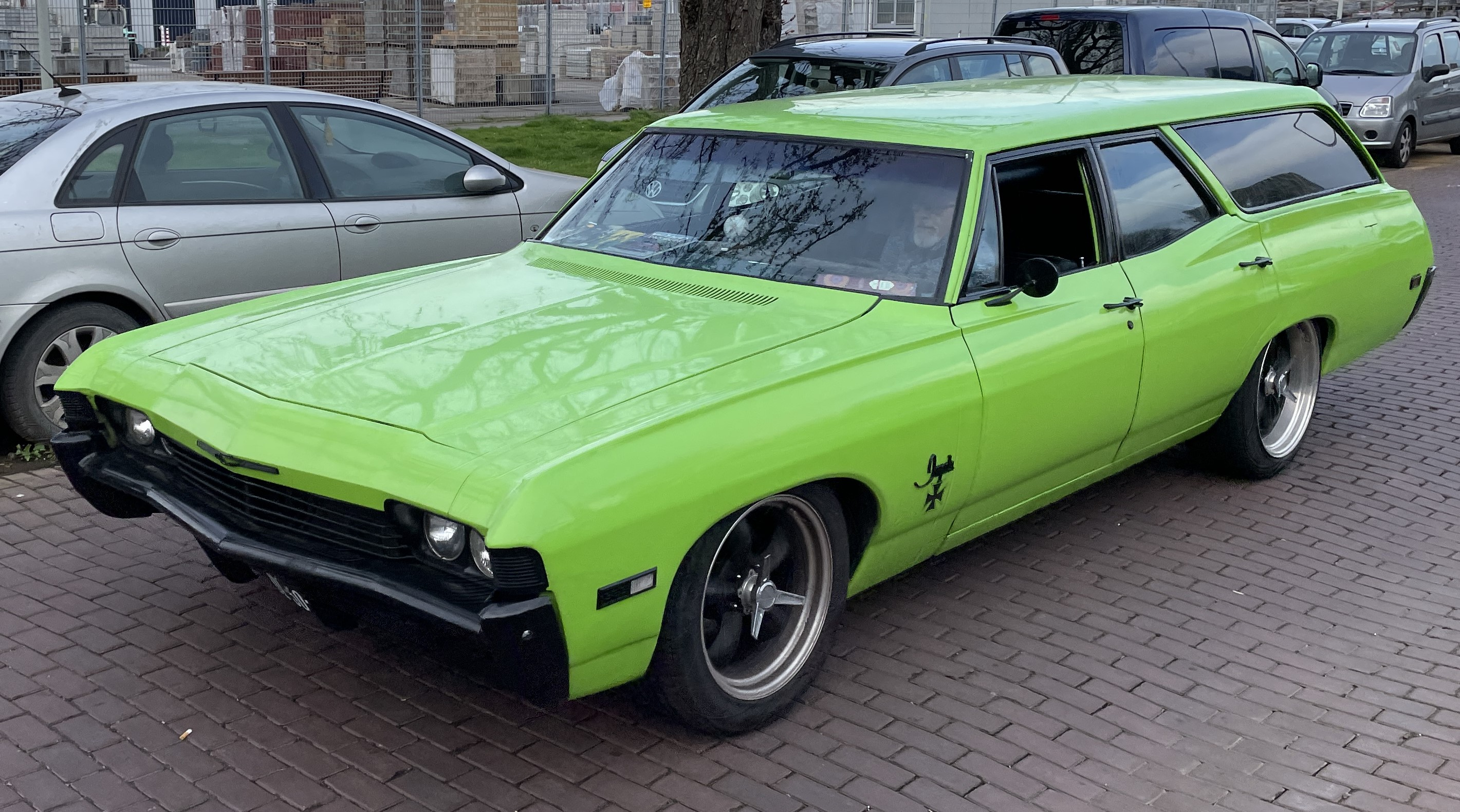
Chevrolet Impala 1968

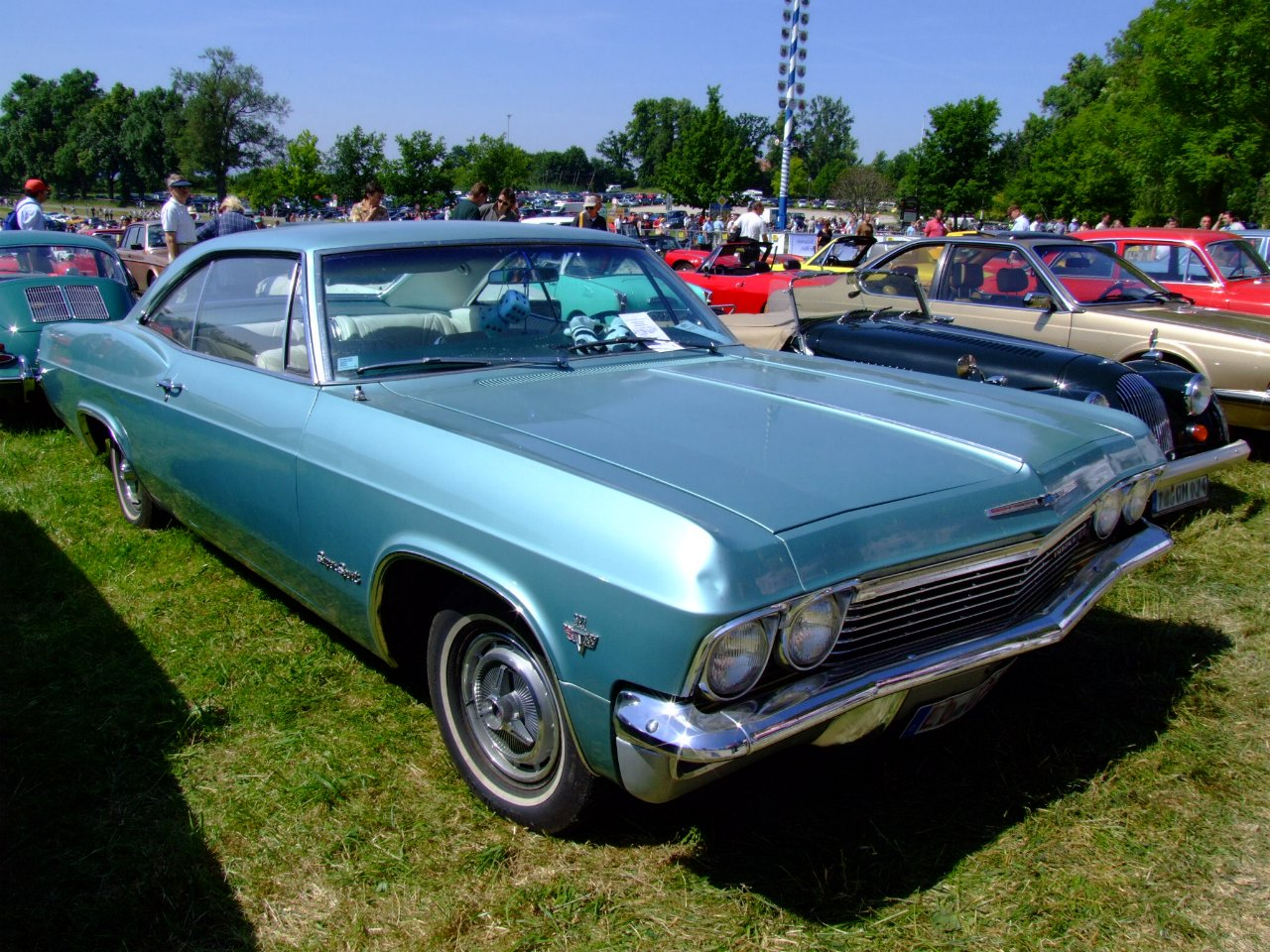
Chevrolet Impala SS del 1965

- 7.0L (427cid) W-series big block, (només el 1963).
- 6.5L (396cid) big block de 360cv-385cv (1965-1970).
- 7.0L (427cid) big block de 385cv-425cv (1966-1970).
- 7.4L (454cid) big block (1971-1976) de 450cv, 235cv el 1976.

Impala SS

El 1961 apareix l'Impala SS (Super Sport), convertint-se la "SS" com la signatura de Chevrolet per designar cotxes d'altes prestacions. El model d'aquest any equipava, a part d'unes suspensions de millors prestacions, un 5.7L (348cid) W-series big block de 305 a 350 cv o el 6.7L (409cid) W-series big block de 425 cv. Una manera de distingir un Impala normal amb un Impala SS són els emblemes SS als laterals i al capó.
El Z24 va ser un paquet especial, que es combinava amb el Z03 Super Sport. A partir del 1967 i fins al 1969 els compradors del Z24 tenien els cotxes sota el paquet "SS427", que equipaven unes suspensions més dures i altres, com un motor 7.0L (427cid) big block anomenat "Turbo-Jet". El 1969, el SS equipa els discs davanters se sèrie, llantes de 15" van convertir-lo en el SS més equipat. El 1970, el 7.0L se substituït pel 7.4L big block "Turbo-Jet" i l'opció SS va desaparèixer.

## Segona generació (1971-1985)
El 1971 GM introdueix el xassís B, el xassís més gran que GM ha dissenyat per als seus cotxes de tipus full size. Però, la crisi del petroli del 1973 va ser letal i les vendes de vehicles van baixar. Mecànicament, s'oferien motors V8 5.7L (350cid) smallblock, 6.6L (400cid) smallblock i 7.4L (454cid) big block. El 1972 els motors van estar dissenyats per usar gasolina regular sense plom (unleaded regular). El 1975, van introduir-se catalitzadors i el model descapotable desapareix; l'Impala va vendre només 176.376 cotxes, la més baixa des del 1958.
1977-1985
Es presenten canvis notables, reduint-se la seva mida, i aquestes mides seran les emprades per l'Impala fins al 1996, quan el xassís B deixarà de produir-se. L'Impala era molt lleuger, més fins i tot que el Chevrolet Chevelle de tipus mid size. Tot i reduir-se les seves mides, l'espai interior va veure's augmentat; la producció augmenta i novament l'Impala torna a ser el número 1 de vendes; algunes versions coupes van vendre's durant els anys 1977-1979. El 1977, mecànicament retornen els motors de 6 cilindres.
Llista de mecàniques disponibles:
- 3.8L (229cid) V6
- 3.8L (231cid) V6
- 4.1L (250cid) Straight-6 (1977-1979)

De 8 cilindres:
- 4.4L (267cid) smallblock (1980-1982)
- 5.0L (305cid) smallblock de 250-350cv (1977-1985)
- 5.7L (350cid) smallblock de 250-350cv (1968-1990)
- 5.7 (350cid) Rocket 350 diesel (1980-1985)

Les transmissions són totes automàtiques de 3 velocitats (de 1971-1985) i una opcional de 4 velocitats els anys 1981-1985.
Del 1980 al 1990 tots els xassís B van vendre's raonablement bé. El 1985, l'Impala es deixa de produir i el Caprice continua sense canvis fins al 1990; el Caprice va rebre uns canvis estètics el 1991 i continua fins al 1996.

## Tercera generació (1994-1996)

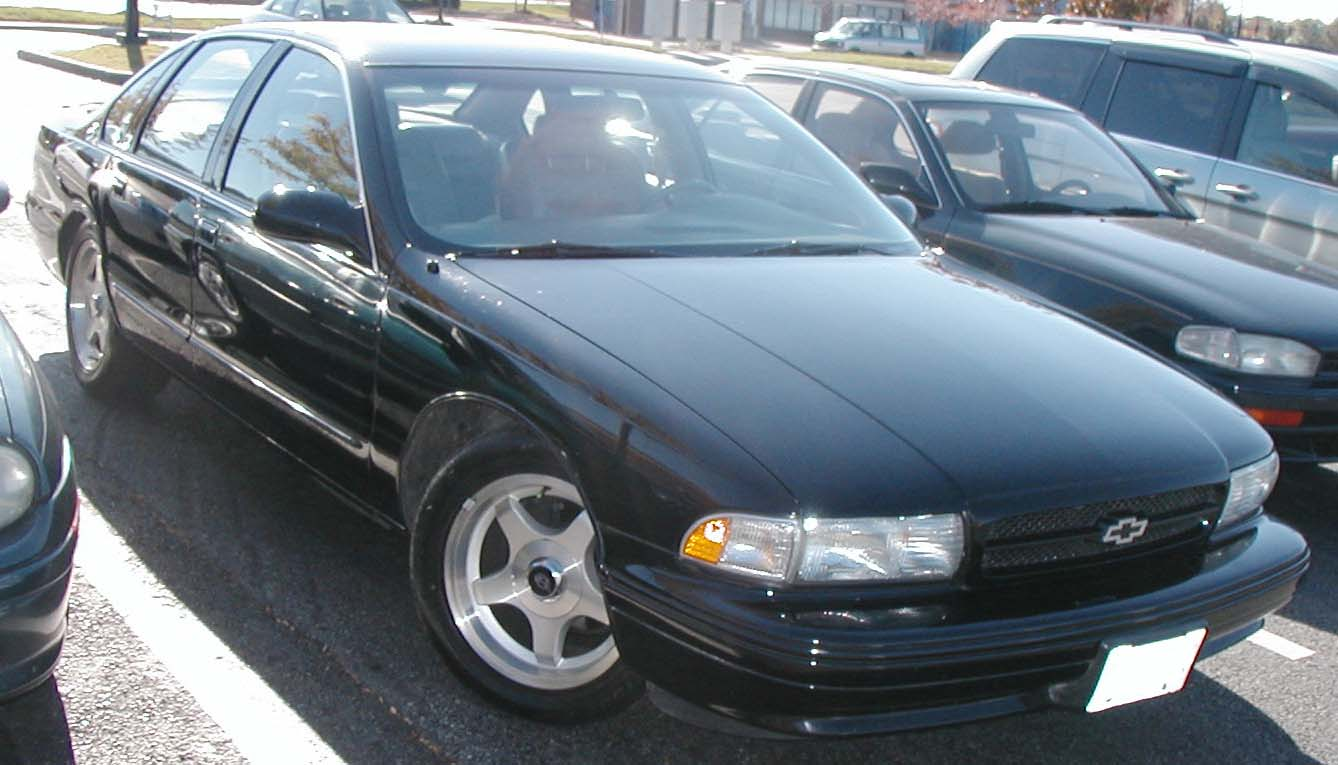
Chevrolet Impala SS 1994-1996

L'Impala SS va sortir el 1992 al Detroit Auto Show, i al cap de 14 mesos a Arlington, Texas. Construït sota el mateix xassís B, es tracta d'un Chevrolet Caprice de majors prestacions, amb el motor 5.7L (350cid) LT1 V8 acompanyat d'un canvi automàtic de 4 velocitats.
Mides de l'Impala:
Batalla (Wheelbase): 2,943 m (115.9 in)
Llargada (Length): 5,438 m (214.1 in)
Amplada (Width): 1,955 m (77 in)
Alçada (Height): 1,389 m (54.7 in)

## Quarta generació (2000-2005)

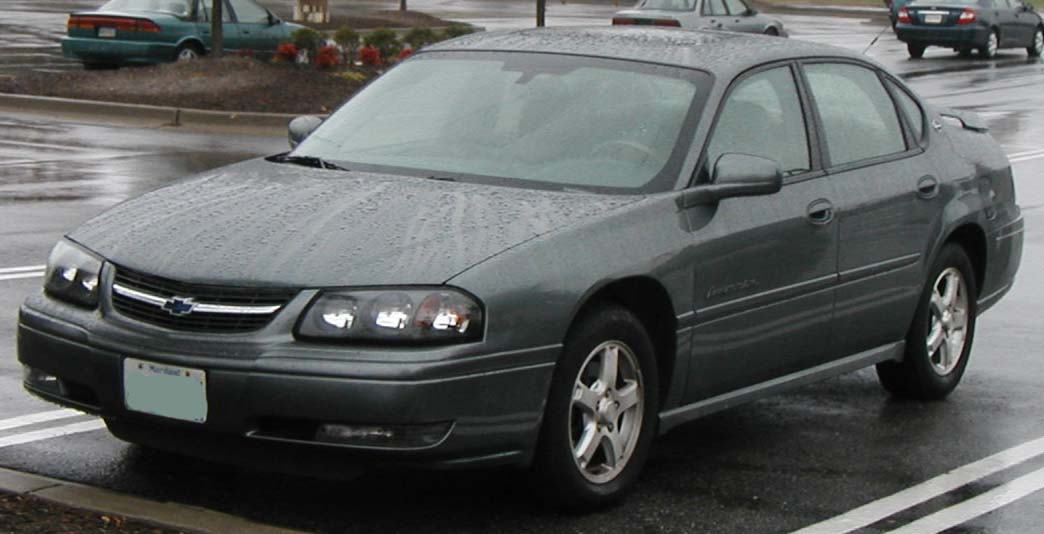
Chevrolet Impala del 2000-2005

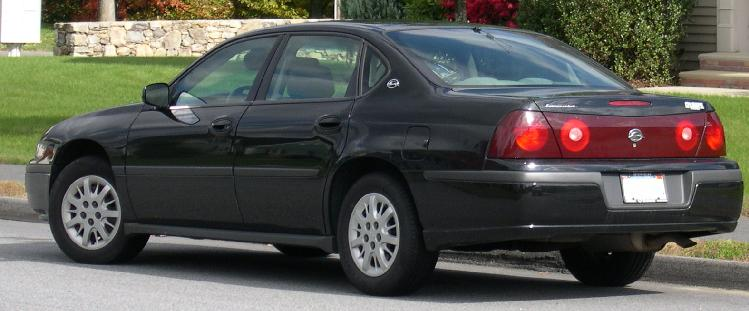
Part posterior del Chevrolet Impala del 2002

A partir de l'any 2000, es presenta l'Impala com a substitut del Lumina. Aquesta vegada, classificat com a mid size, el nou Impala es fabrica a Oshawa, Ontario, Canadà i està basat en la plataforma W que comparteix amb el Buick Century i Regal, Oldsmobile Intrigue i Chevrolet Monte Carlo.
Mides:
- Batalla (Wheelbase): 2,807 m (110.5 in)
- Llargada (Length): 5,080 m (200.0 in)
- Amplada (Width): 1,854 m (73 in)
- Alçada (Height): 1,455 m (57.3 in)

Des del 2000 al 2002 va estar disponible amb 2 paquets d'equipament: Base, que equipa un motor 3.4L V6 i el LS amb ABS, control de tracció TCS, entrada sense clau, fars antiboira i un motor 3.8L V6 de 200cv. En opcions havia sostre solar, OnStar i llantes de 16" inspirades amb els SS dels anys 1990.
El 2003, s'introdueix el paquet LS Sport, un LS amb modificacions estètiques per donar-li un toc esportiu.
El 2004 apareix l'Impala SS, que equipa el 3.8L amb compressor. Amb aquest motor, l'Impala SS cobria el 0-60 mph en 6,5 segons.
Llista de motors:
- 3.4L Motor 60-Degree V6 de 175 cv.
- 3.8L 3800 V6 Sèrie II de 200 cv.
- 3.8L 3800 V6 Super-carregat de 240 cv.

En transmissions, totes automàtiques de 4 velocitats 4T65E i 4T65E-HD.
Aquesta generació de l'Impala tindrà una bona acollida, amb 290.259 unitats venudes el 2004.
Vehicles rivals de l'Impala són el Dodge Intrepid, Ford Taurus i Toyota Camry.

## Cinquena generació (2006-2009)

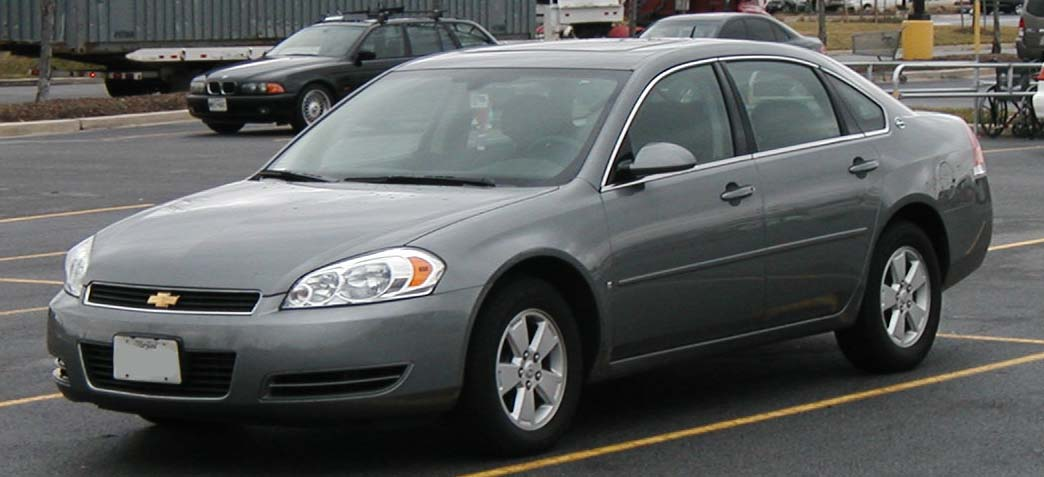
Chevrolet Impala LS del 2006-2007

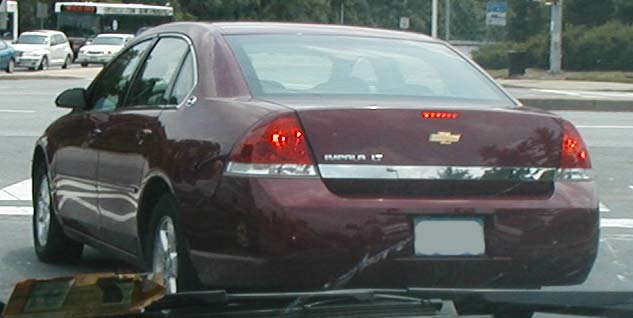
Part posterior del Chevrolet Impala del 2006

Presentat al Los Angeles Auto Show del 2005. Com el Buick LaCrosse, aquest model usa el xassís W. Igual que l'anterior generació, només es ven en carrosseria sedan de 4 portes.
Mides de l'Impala:
Batalla (Wheelbase): 2,807 m (110.5 in)
Llargada (Length): 5,090 m (200.4 in)
Amplada (Width): 1,852 m (72.9 in)
Alçada (Height): 1,491 m (58.7 in)
Els paquets d'equipament són els LS, LT, LTZ i SS. El motor base és el 3.5L V6.
Si en transmissions, segueix oferint-se una única opció de 4 velocitats, mecànicament, estrena nous motors, i com a novetat és la reintroducció d'un V8 a la gamma des de l'Impala del 1996:
- 3.5L High Value V6 de 211 cv.
- 3.9L High Value V6 de 233 cv.
- 5.3L LS V8 de 303 cv amb Active Fuel Management.

Acollida de l'Impala i futur
L'Impala és actualment el "Detroit's Best-selling car", el cotxe més venut de Detroit. El 2006, es van vendre 448.445 Toyota Camry, 354.441 Honda Accord i 289.868 Impales (sent el 7é cotxe més venut dels Estats Units del 2006), però si sumem les vendes del Chevrolet Monte Carlo, donen 323.981 cotxes (cal tenir clar que Honda ven el Accord i Accord Coupe junts). El gener de 2007, Toyota col·loca 31.461 (27.440) Camry, l'Accord 25.714 (27.440 al 2006) i l'Impala 25.275 (21.648 al 2006), que sumades les del Monte Carlo donen 26.814.
El 2009 o 2010 s'espera que entri la nova generació de l'Impala, que estarà basat amb la plataforma Zeta, que compartirà amb el Chevrolet Camaro. Visualment, s'espera que l'Impala sigui un Holden Commodore que també usa aquesta plataforma.

## Impala policíac

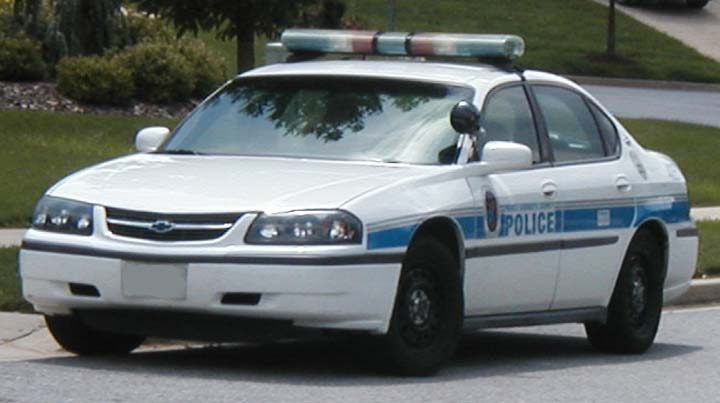
Chevrolet Impala del 2000-2005 usat per la policia de Prince George's Country, Maryland

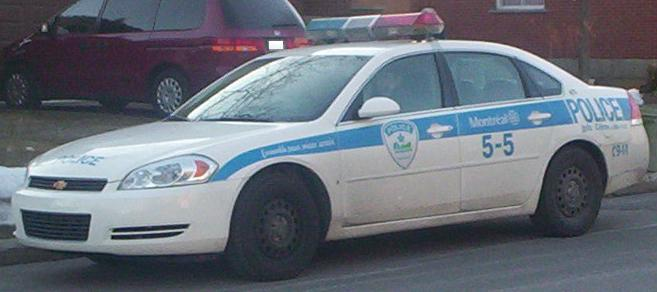
Chevrolet Impala del 2007 usat per la policia de Mont-real, Quebec

Des de la quarta generació, s'ha ofert una versió d'un paquet específic per als cossos de seguretat. Va tenir més èxit que l'anterior Lumina. Mecànicament, usa un motor 3.8L V6.

## Seguretat
El Chevrolet Impala ha estat sotmès a proves de seguretat, on es destaquen els següents resultats.
Per part del Insurance Institute for Highway Security IIHS
- El Chevrolet Impala sedan del 2006-2007 va obtenir la qualificació de "average" en els tests de xoc frontal.[5] i de "good" en el lateral[6]
- El Chevrolet Impala sedan del 2000-2005 va obtenir la qualificació de "good" en els tests de xoc frontal.[7]

## Premis i reconeixements
- Consumer Guide atorga a l'Impala del 2000-2005 la qualificació de Best Buy[8]
- Els Editor's Choice Awards de Autobytel.com atorga a l'Impala del 2006 com al millor Large Car.[9]

## Informació mediambiental
El Chevrolet Impala del 2007 amb motor 3.5L High Value i caixa automàtica de 4 velocitats pot funcionar amb gasolina regular sense plom o amb E85:
Amb gasolina regular sense plom, té uns consums de 21 mpg ciutat/31 mpg autopista, l'equivalent a 7,6 l/100 per autopista i 11,2 l/100 per ciutat. Sobre emissions, l'Impala emet 7,5 tones de CO₂ a l'atmosfera anualment.
Amb E85 té uns consums de 16 mpg ciutat/23 mpg autopista, l'equivalent a 10,2 l/100 per autopista i 14,7 l/100 per ciutat. Sobre emissions, l'Impala emet 6,0 tones de CO2 a l'atmosfera anualment.